# 長絲髯甲鯰
長絲髯甲鯰（學名：Dasyloricaria filamentosa）為輻鰭魚綱鯰形目甲鯰科的其中一種，為熱帶淡水魚，分布於南美洲哥倫比亞馬格達萊納河流域，體長可達26公分，棲息在底層水域，生活習性不明，可做為觀賞魚。

## 扩展阅读
維基物種上的相關：長絲髯甲鯰